# Ритмика (литература)
Понятие ритмика употребляется в литературе в двух значениях. В одном случае оно обозначает комплекс ритмических особенностей, характерных для того или иного поэта («ритмика Маяковского», «ритмика Пушкина»), направления, школы (ритмика символистов, футуристов и т. д.) и даже языка в целом (ритмика русской речи).
В другом — ритмика выступает как особый раздел стиховедения, посвящённый изучению стихотворного ритма. Сюда входит изучение звуков речи с точки зрения их ритмообразующего значения, определения ритмической единицы и её модификаций в данной системе стихосложения, изучение строфики, фоники, рифмы, пауз и т. п. с точки зрения их ритмообразующего значения. Далее ритмика включает в себя историческое и сравнительное изучение ритма и его элементов в различных системах стихосложения различных литературных стилей. И наконец, в задачи ритмики входит изучение содержательности ритма, то есть определение его значения как одного из существенных средств выразительности исторически-конкретной художественно-литературной речи в связи со всеми остальными элементами её.
В статье использован текст из Литературной энциклопедии 1929—1939, перешедший в общественное достояние, так как  он был опубликован анонимно и имя автора не стало известным до 1 января 1992 года.